# Чечевица
Чечеви́ца (лат. Lens) — род травянистых растений семейства Бобовые (Fabaceae), включающий несколько видов из Средиземноморья, Малой Азии, Закавказья и Средней Азии.
В культуре — один вид: Чечевица пищевая (Lens culinaris), ценная засухоустойчивая продовольственная и кормовая зернобобовая культура, популярный на Ближнем Востоке и во многих других странах мира продукт питания.

## Ботаническое описание
Низкорослые травянистые растения.
Стебель сильно ветвящийся.
Листья парноперистые, очерёдные.

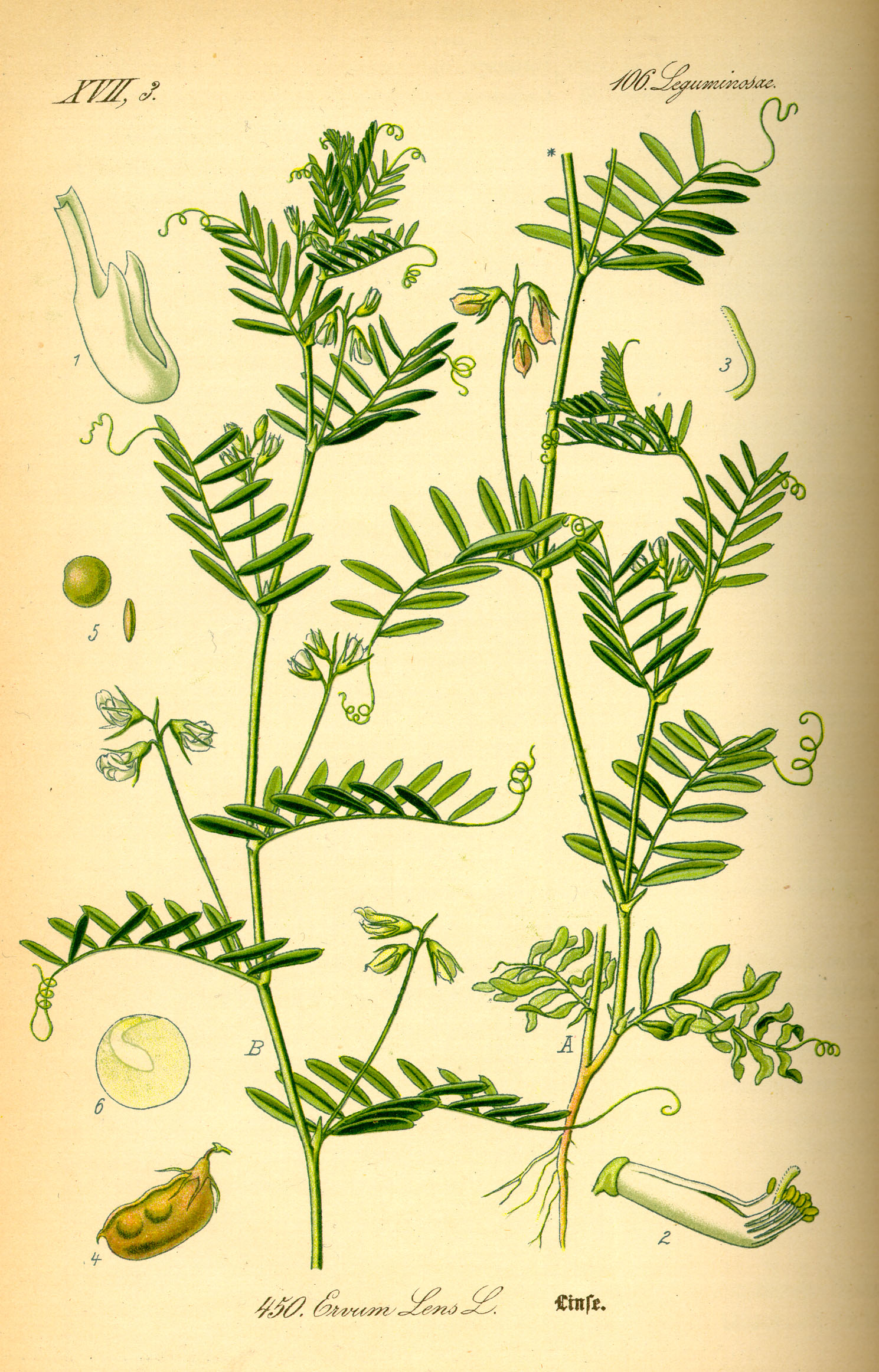
Чечевица пищевая.

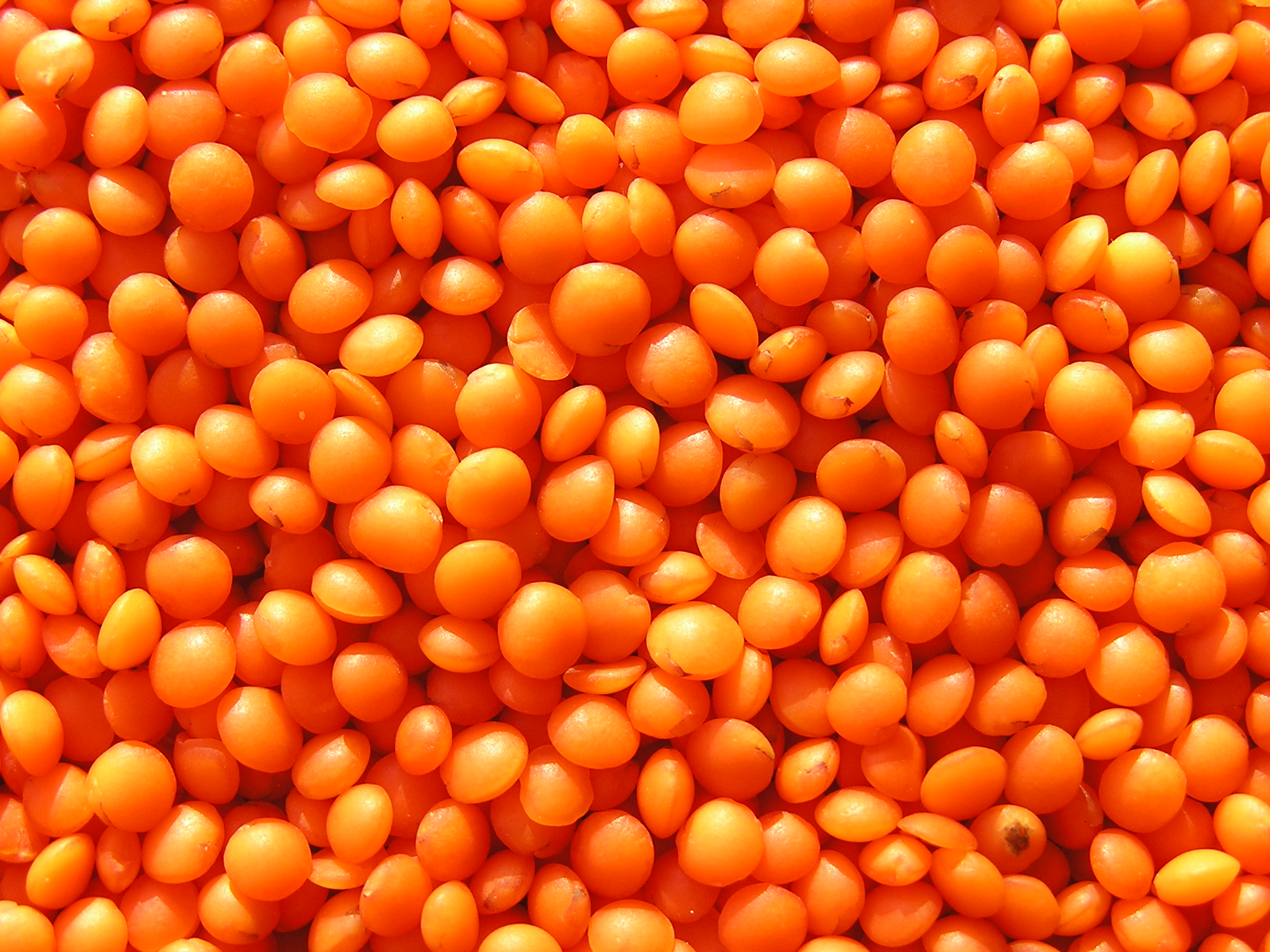
Чечевица пищевая. Семена

Цветки мелкие, белые или голубоватые.
Плод — короткий, приплюснутый с обеих сторон боб, содержащий одно—три семени.

## Виды и подвиды
Род включает семь видов:
- Lens culinaris Medik. typus[1] — Чечевица пищевая, или Чечевица обыкновенная, или Чечевица культурная.
  - Lens culinaris subsp. culinaris
  - Lens culinaris subsp. odemensis (Ladiz.) M.E.Ferguson et al.
  - Lens culinaris subsp. orientalis (Boiss.) Ponert
  - Lens culinaris subsp. tomentosus (Ladiz.) M.E.Ferguson et al.
- Lens ervoides (Brign.) Grande
- Lens himalayensis Alef.
- Lens kotschyana (Boiss.) Nab.
- Lens lamottei Czefr.
- Lens montbretii (Fisch. & C.A.Mey.) P.H.Davis & Plitm.
- Lens nigricans (M.Bieb.) Godr.